# Morten Svalstad
Morten Svalstad (25 settembre 1969) è un ex calciatore norvegese, di ruolo portiere.

## Carriera

### Club
Svalstad giocò per il Lillestrøm, prima di passare allo HamKam.

### Nazionale
Partecipò al campionato mondiale Under-20 1989 con la Nazionale di categoria.